# Groupe IONIS
A párizsi Groupe IONIS (IONIS Education Group) egy magán felsőoktatási csoport Franciaországban. 1980-ban hozták létre, és 2023-ra több mint 35 000 diákja és 100 000 öregdiákja volt. A csoportban 29 továbbképző főiskola működik.
Ez a nagyobb csoport[pontosabban?] Franciaországban a felsőoktatásban.
Leányvállalatai közé tartozik az IONISx (online oktatás), az IPSA (repülési és űrhajózási mérnöki iskola), a Sup'Biotech (biotechnológia) és az ISG (üzleti iskola).